# Карнс, Брэндон
Брэндон Карнс (англ. Brandon Carnes; род. 6 марта 1995, Брейдентон, Флорида) — американский легкоатлет, специалист по бегу на короткие дистанции. Выступает на профессиональном уровне с 2011 года, чемпион мира в эстафете 4 × 100 метров, чемпион Северной Америки, Центральной Америки и Карибского бассейна, победитель и призёр ряда крупных стартов международного значения.

## Биография
Брэндон Карнс родился 6 марта 1995 года. Уроженец Брейдентона, штат Флорида, начал заниматься лёгкой атлетикой в местной старшей школе Manatee High School, где его брат Брион Карнс играл в футбол на позиции квотербека.
Продолжил спортивную карьеру в Университете Северной Айовы, успешно выступал на различных студенческих соревнованиях в США, в частности в 2017 году в Айова-Сити улучшил свой личный рекорд в беге на 100 метров до 10,06.
В мае 2022 года на соревнованиях в Пуэрто-Рико ещё улучшил персональное достижение в 100-метровом беге — 10,02. Попав в состав американской сборной, выступил на чемпионате Северной Америки, Центральной Америки и Карибского бассейна во Фрипорте, где завоевал бронзовую награду в индивидуальном беге на 100 метров и одержал победу в эстафете 4 × 100 метров.
В 2023 году бежал эстафету 4 × 100 метров на чемпионате мира в Будапеште — вместе с соотечественниками Кристианом Коулманом, Фредом Керли и Ноа Лайлсом превзошёл всех соперников в финале, завоевав золото. Также в этом сезоне на этапе Бриллиантовой лиги в китайском Сямыне установил свой личный рекорд в дисциплине 100 метров — 10,01.